# Saionji Kintsune
Saionji Kintsune (西園寺公経?; 1171 – 1244) è stato un poeta waka e nobile giapponese del periodo Kamakura appartenente alla famiglia Saionji.

## Biografia
Figlio di Saionji Sanemune, sposò una nipote di Minatomo no Yoritomo. Nel 1217 tentò di ottenere il titolo di Konoe-taishō, al quale l'ex imperatore Go-Toba rifiutò il suo consenso. Kintsune si risentì moltissimo e presentò una denuncia davanti allo shōgun Minamoto no Sanetomo. Go-Toba a quel punto gli proibì di riapparire a corte. Più tardi, quando fu pronto ad attaccare gli Hōjō, tentò di imprigionare Kintsune, che riuscì a fuggire (1221). Dopo la nomina di Go-Horikawa a Imperatore, Kintsune venne nominato Naidaijin e Dajō-daijin (1222). Una figlia di Kintsune, sposata con il Kampaku Kujō Michiie, fu la madre dello shōgun Kujō Yoritsune; un'altra divenne la moglie di Go-Saga e una terza sposò Go-Fukakusa.
Il suo nome è incluso nella lista dei Trentasei nuovi immortali della poesia.